# ChocQuibTown
I ChocQuibTown sono un gruppo musicale colombiano attivo dai primi anni 2000. Vincitori di due Latin Grammy, nel corso della loro carriera hanno pubblicato 6 album in studio e un album di remix.

## Storia del gruppo

### Creazione del gruppo
I fratelli Gloria e Miguel Martinez nascono a Condoto, rispettivamente nel 1982 e nel 1986. Fin da bambini subiscono l'influenza sia della musica tipica colombiana che di artisti esteri come Michael Jackson: tra le loro influenze c'è anche il gruppo salsa Grupo Niche, di cui fa parte anche loro padre Jairo Varela. I due fanno la conoscenza di Carlos Valencia (classe 1981) già durante l'infanzia. Quando Gloria Martinez si trasferisce nella città di Cali per frequentare un corso di laurea in psicologia, la donna inizia a frequentare anche ambienti relativi alla scena musicale hip hop. Qui ha modo di reincontrare Valencia, trasferitosi anche lui nella città insieme a sua madre: Martinez ha dunque l'idea di coinvolgere suo fratello e Valencia in un progetto musicale. Nasce dunque il gruppo ChocQuib Town, che inizia ad esibirsi in vari locali a partire dal 2000.

### Somos pacifico,El bomboeEso es lo que hay(2004-2011)
Negli anni successivi, gruppo si trasferisce nella capitale Bogotà per portare avanti la propria carriera. Nel 2004 prendono parte al festival "Hip Hop al Parque", che vincono ottenendo un compenso monetario. Il gruppo investe questi soldi nella produzione dell'album d'esordio Somos pacífico, che viene pubblicato in maniera indipendente nel 2006. Vengono quindi notati dall'etichetta Nacional Records, che pubblica nel 2008 l'EP El bombo. Il progetto ottiene un buon riscontro commerciale e consente al gruppo di ottenere la sua prima nomination ai Latin Grammy nella categoria "miglior nuovo artista".
Nel 2010 l'album Oro, che ottiene un buon riscontro e viene promosso con una serie di concerti in America Latina, Stati Uniti ed Europa. Sempre nel 2010 ottengono la loro prima vittoria ai Latin Grammy per De Donde Vengo Yo nella categoria "miglior canzone alternativa". L'anno successivo ottengono una nomination ai Grammy Awards  nella categoria "miglior album latino rock, alternativo o urban". Nel 2012 pubblicano il loro terzo album in studio Eso Es Lo Que Hay via Sony Music, ottenendo una certificazione oro nel mercato colombiano. L'album frutta inoltre tre nomine ai Latin Grammy.

### Behind the Machine,El Mismo,Sin miedo e ChocQuib House(2012-in attività)
Nel 2013 pubblicano l'album Behind the Machine, una raccolta di brani estratti dai lavori precedenti reincisi in uno stile più minimale con l'aggiunta dell'inedito Condoto. L'album viene nominato ai Grammy Awards nella categoria "miglior album latino rock, alternativo o urban". Nel 2015 pubblicano l'album El mismo, che frutta una seconda vittoria ai Latin Grammy, questa volta nella categoria "miglior album tropical fusion". Nel 2017 il gruppo stipula nuovamente un contratto con Sony Music, pubblicando dunque l'album Sin Miedo l'anno successivo. Nel 2020 pubblicano l'album ChocQuib House, che ottiene la certificazione oro negli Stati Uniti. L'album include una collaborazione con Becky G nel singolo Que me baile.

## Stile e influenze musicali
I ChocQuibTown hanno sviluppato negli anni uno stile che mescola culture musicali differenti, inglobando musica hip hop e musica latina. I testi sono spesso incentrati sull'identità degli afro-latini, cercando di mostrarne un lato differente rispetto agli stereotipi.

## Vita privata
Nel 2002 Gloria Martinez e Carlos Valencia sono diventati una coppia: i due si sono sposati nel 2011 e hanno dato alla luce un figlio nel 2013.

## Formazione
- Carlos "Tostao" Valencia – Rapping
- Gloria "Goyo" Martínez – Canto e rapping
- Miguel "Slow" Martínez – Produzioni e rapping

## Discografia

### Album in studio
- 2006 – Somos pacifico
- 2010 – Oro
- 2012 – Eso es lo que hay
- 2015 – El mismo
- 2018 – Sin miedo
- 2020 – ChocQuib House

### EP
- 2008 – El bombo
- 2008 – Paris-Bogotá (con Oxmo Puccino)

### Raccolte
- 2013 – Behind the Machine

### Singoli
- 2006 – Somos pacifico
- 2006 – Pescao envenenao
- 2008 – El bombo (Toquemen el bómbo)
- 2009 – Oro
- 2009 – Son berejú
- 2010 – De donde vengo yo
- 2011 – Calentura (feat. Tego Calderón & Zully Murillo)
- 2011 – Hasta el techo
- 2013 – Uh la la
- 2015 – Quando te veo
- 2015 – Ritmo violento (feat. Alexis Play)
- 2015 – Salsa & Chok (feat. Nejo)
- 2015 – Fiesta animal (feat. Notch)
- 2016 – Desde el día en que te fuiste (feat. Wisin)
- 2016 – Nuqui (Te queiro para mí)
- 2018 – Invencible
- 2018 – Somos los prieto (solo o remix feat. Zion & Lennox, Farruko e Manuel Turizo)
- 2018 – Contigo
- 2019 – Que me baile (con Becky G)
- 2019 – Donde están (con Anna Carina)
- 2020 – Fresa
- 2020 – Humano
- 2020 – Qué lástima
- 2020 – Maria
- 2021 – Midnight Boom (con Ir Sais e Afro B)
- 2021 – Morena
- 2022 – Bitcoin
- 2022 – Montaňa solitaria
- 2022 – Rebellión